# مجلس أبو ظبي للتطوير الاقتصادي
مجلس أبوظبي للتطوير الاقتصادي يهدف إلى تعزيز الشراكة بين القطاعين العام والخاص في إمارة أبوظبي من خلال عقد الاجتماعات الدورية بينهما، وذلك بغرض التبادل الحر للأفكار والرؤى، والمساهمة في بناء روابط وثيقة بين القطاعين من خلال النشاطات المكثفة والحوارات الثنائية للخروج بمفهوم مشترك إزاء التحديات التي تواجه القطاعين، وتحفيز أصحاب الأعمال الخاصة لمزيد من المشاركة في التنمية الاقتصادية للإمارة، وضمان الشراكة الفعلية بين القطاعين في المشاريع والبرامج التي يقيمها القطاعان، والحصول على قدر أكبر من الإفصاح والشفافية.
ويتولى المجلس بصفة خاصة ما يلي:
- المشاركة في تخطيط السياسة الاقتصادية للإمارة.[5][6]
- بحث أسباب معوقات العمل الاقتصادي التي تواجه المستثمرين ورجال الأعمال، واقتراح الحلول المناسبة لها.
- المشاركة في تقديم الاقتراحات الخاصة باستيعاب القوى العاملة المواطنة في سوق العمل.
- إبداء الرأي في التشريعات المقترحة ذات البعد الاقتصادي.
- دعم الأنشطة الهادفة إلى الترويج للإمارة كمركز اقتصادي عالمي.
- نشر الوعي الاستثماري بين المواطنين.

## وصلات خارجية
- الموقع الرسمي مجلس أبوظبي للتطوير الاقتصادي